# Das weiße Band
Das weiße Band is een Oostenrijks-Frans-Duitse dramafilm uit 2009 onder regie van Michael Haneke. Hij won met deze film de Golden Globe voor beste buitenlandse film en de Gouden Palm op het filmfestival van Cannes. De film speelt zich af net voor de Eerste Wereldoorlog en schetst de wording van de generatie die de Tweede Wereldoorlog mogelijk maakte.

## Verhaal
Net voor het uitbreken van de Eerste Wereldoorlog vinden enkele verontrustende voorvallen plaats in een Noord-Duits plattelandsdorp. Alles begint wanneer onbekenden een kabel over de weg spannen waardoor de dorpsarts van zijn paard valt. Later steken ze een voorraadschuur in brand en worden er twee kinderen gemarteld. De plaatselijke schoolmeester is op zoek naar de waarheid.

## Rolverdeling
| Acteur                | Personage            |
| --------------------- | -------------------- |
| Christian Friedel     | Schoolmeester        |
| Ernst Jacobi          | Verteller            |
| Leonie Benesch        | Eva                  |
| Ulrich Tukur          | Baron                |
| Ursina Lardi          | Barones              |
| Fion Mutert           | Sigi                 |
| Michael Kranz         | Huisleraar           |
| Burghart Klaußner     | Dominee              |
| Steffi Kühnert        | Vrouw van de dominee |
| Maria-Victoria Dragus | Klara                |
| Leonard Proxauf       | Martin               |
| Levin Henning         | Adolf                |
| Johanna Busse         | Margarete            |
| Thibault Sérié        | Gustav               |
| Josef Bierbichler     | Rentmeester          |
| Roxane Duran          | Anna                 |

## Achtergrond

### Betekenis
Met de film wilde Haneke een standpunt innemen. Het is voor hem belangrijk dat de film niet alleen op Duitsland betrekking heeft, maar dat alle vormen van terrorisme dezelfde oorsprong hebben.

### Productie
De film:
- werd opgenomen van 9 juni tot en met 4 september en van 5 tot en met 9 december 2008
- is opgenomen in Mecklenburg-Voor-Pommeren, Brandenburg en Saksen in Duitsland
- is een coöperatie van Oostenrijk, Frankrijk, Italië en Duitsland.

### Beeld en emotie
Net zoals het verhaal zijn de beelden hard en afstandelijk. Ze krijgen een koude uitstraling door het ontbreken van muziek (behalve de in het verhaal opgenomen muziek zoals het orgelspel) en de vaak strakke, onbeweeglijke camera. De leraar in het dorp vertelt het verhaal als een nieuwslezer: emotieloos. Het geweld veroorzaakt weinig meeleven bij de kijker omdat die geen getuige is. Als de kinderen van de dominee geslagen worden, wordt de deur voor de neus van de kijker dichtgegooid en blijven enkel de pijnkreten over. Elke keer als mannen iemand misbruiken staan ze met hun rug naar de camera alsof niemand hen ziet of wil zien. Dit wordt extra beklemtoond als de dokter de vroedvrouw gebruikt als een beest en hij in dezelfde scène aan tafel gaat zitten en wijn drinkt en eet als een heer.

### Godsdienst
Centraal staan de bestraffingen van de kinderen. Ze worden herhaaldelijk voorgelezen uit de Bijbel over de straffende hand van God. Het lijkt alsof zij zich hierdoor zelf de rechterhand van God wanen en zijn bestraffingen over de mensheid neerlaten, bijvoorbeeld als de dochter van de dominee wraak neemt op haar vader. Door de parkiet te vermoorden met een schaar vormen de schaar en het lichaampje een kruisteken.

### Camerapositie
De beelden positioneren de mensen in de omgeving. Als de dokter bij de rentmeester langsgaat omdat iemand het raam van de baby(-kamer?) openzette en de kinderen in de woonkamer zijn, gaan twee kinderen zitten terwijl de dader, tussen hen in, rechtop staat waardoor zijn 'leiderschap' duidelijk wordt. Dit zie je ook als de dokter tegen de vroedvrouw zegt hoe waardeloos en vies hij haar vindt: hij staat rechtop, uit onderaanzicht bekeken en uitgelicht in harde contrasten. Dit kikvorsperspectief versterkt zijn aanzien en haar vrees. De vroedvrouw in zachte grijswaarden wordt van boven bekeken. Het vogelperspectief versterkt haar zwakheid. Als ze voor zichzelf opkomt gaat ze rechtop staan, verandert ze haar perspectief en lijkt ze op een trotse vrouw.
Het einde van de film benadrukt de goddelijke hand en de afstand die dit creëert en/of het afstand nemen hiervan. De leraar vertelt hoe na het vertrek van de dokter en de vroedvrouw de roddels ontstonden. Het eerste beeld toont de kerk dichtbij. Telkens als hij een nieuwe roddel vertelt, nog erger dan de vorige, springt de camera achteruit waardoor de afstand tot de kerk letterlijk en figuurlijk wordt vergroot.

## Prijzen
- 2009: Gouden Palm op het Filmfestival Cannes
- Golden Globe voor beste buitenlandse film
- FIPRESCI Grand Prix